# Teoría de la carga perceptual
La teoría de la carga perceptiva es una resolución potencial hacia la etapa temprana y tardía del debate de la selección. Esta teoría fue presentada por la neurocientífica Nilli Lavie a mediados de los 90.

## Fundamento
La psicología admite que en el procesamiento de la información influye de forma preeminente las características visuales básicas, como pueden ser la forma, orientación o el color de los objetos fuentes del estímulo. Pero en este nivel, la información que llega es percibida como precategorial, es decir: el significado de ese estímulo todavía no se ha procesado, pero, con posterioridad, se les asigna un nombre, una categoría o una acción.
Desde la perspectiva de la teoría de la carga perceptual, la variación de estímulos significa identificar si los estímulos tienen una carga perceptual alta o baja. La carga perceptual se refiere a la complejidad del estímulo físico, particularmente el estímulo distractor. Por ejemplo, un cuadro rodeado de círculos es una escena con una carga perceptual baja mientras un cuadro rodeado de muchas figuras distintas tienen una carga perceptual alta. Gracias a la capacidad limitada asumida de los recursos atencionales y que los distractores tienen que ser procesados antes que el objeto se sugiere que, en trabajos de cargas altas, los objetos de recursos atencionales disminuyen drásticamente así que es más fácil atender al objetivo rápidamente. comparándolo a una tarea de carga baja. Esto sucede porque un trabajo de carga baja requiere procesar más de los distractores para agotar ciertos recursos mentales, es por esto que los distractores ocasionan una mayor inferencia para encontrar el objeto. Esto demuestra que la selección ocurre en ambas, las etapas tempranas del procesamiento (en condiciones de cargas altas) cuando el grado de inferencia es tan bajo como la mayoría de los recursos y permite al individuo a ignorar a los distractores. (condición de carga baja) cuando los distractores son percibidos porque toman menos recursos atencionales y se derraman sobre los distractores que resulta en ellos siendo percibidos, ocasionando una interferencia.

## Suposiciones Clave
La teoría de la carga perceptual hace tres suposiciones principales:
1. Los recursos atencionales son limitados en capacidad.
2. Los estímulos relevantes a la actividad son procesados antes que los estímulos irrelevantes a la actividad.
3. Todos los recursos atencionales deben de ser usados.

Entonces, si el estímulo relevante a la actividad usa todos los recursos atencionales, entonces ninguno de los estímulos irrelevantes a la actividad (distractores) serán procesados.

## Críticas
A pesar de la recolección de información que fue acumulada entre los años 90 y el inicio del segundo milenio, ha habido contra argumentos postulados por Tsal Yehoshua, el supervisor del PhD de Lavie. Sin embargo, debe ser mencionado que a pesar de la relevancia a la crítica de Tsal, una de las primeras críticas hacia la teoría de la carga perceptual señaló cómo una señal visual puede eliminar el efecto de inferencia que supuestamente es creado por la carga perceptual.

### Efecto de dilución
Antes que nada, la crítica que Tsal hace es que la teoría de la carga perceptual no es una solución hacia el debate de la selección temprana contra la selección tardía sino un modelo puro de selección temprana. La razón sugerida que causa el cambio de la proporción de la inferencia entre las manifestaciones simples y las complejas es la dilución, no la carga. En otras palabras la condición de la carga alta tiene una inferencia más baja debido al número más alto/ mayores distractores complejos, y no por la carga perceptual. Esto fue comprobado en una serie de experimentos que se tomaron de los experimentos clásicos de cargas perceptuales y agregaron una nueva condición, la condición de la dilución. La manera en la que esta condición varía es porque hace que los distractores en la tarea sean del mismo color, y hace que se diferencien del color principal. Esto crea una condición que tiene una carga baja y con una dilución alta así que aísla a la dilución como un variable. El resultado de esta manipulación fueron niveles  más bajos en la carga baja y condiciones de dilución comparada a la carga alta.

### Distracción de prominencia
Otra teoría propuesta para explicar los resultados alcanzados por los experimentos originales de Lavie es la atención del distractor. Como el título sugiere, esta teoría se refiere a la prominencia de un distractor como el factor principal para inducir estos resultados en lugar de carga. Al manipular el inicio versus el desplazamiento del distractor, la investigación mostró el efecto de la prominencia en la información selectiva. En esta investigación, el inicio y el desplazamiento diferían en términos de cuándo se presentó el distractor, ya sea simultáneamente con la tarea de búsqueda de singleton (inicio) o haciéndolo aparecer con un punto de fijación antes de la tarea (desplazamiento). Esto dio lugar a un efecto de inferencia en los tiempos de acción al buscar el objetivo en la condición inicial, independientemente de si la prueba fue una prueba de carga alta o una prueba de carga baja. Esto demuestra que el efecto que se ve en el trabajo de Lavie [1] no es el resultado de la manipulación de la carga, sino de la atención del distractor.

### Problemas metodológicos
También hay algunos problemas metodológicos cruciales con la investigación de la teoría de la carga perceptiva relacionada con el diseño experimental. Específicamente, el uso de un diseño bloqueado en comparación con un diseño mixto en los experimentos. En este caso, un diseño experimental bloqueado es cuando todos los ensayos con carga de percepción alta o baja se llevan a cabo secuencialmente dentro de un bloque de ensayos. Considerando que, un diseño experimental mixto tiene una combinación de ensayos de carga perceptiva baja y alta que se mezclan aleatoriamente dentro de un bloque de ensayos. El problema con el uso de un diseño bloqueado es que la repetición de la misma condición experimental puede permitir que la atención se localice en un lugar en particular. La investigación ha demostrado que cuando se realiza una tarea de carga perceptiva bajo un diseño mixto no hay una diferencia significativa en la interferencia entre la carga baja y las condiciones de carga alta. [14] Por lo tanto, lo que sugiere que cuando se bloquean los ensayos, no es la carga perceptiva lo que causa la diferencia en la interferencia, sino la ubicación del campo de atención de los participantes. Esto se ha ampliado y desarrollado y se ha acuñado como "Zoom emocional".

### Zoom atencional
Como se discutió previamente, el zoom atencional fue acuñado por los investigadores Zhe Chen y Kyle Cave como una explicación alternativa a los resultados vistos en la teoría de la carga perceptiva. La pareja también critica otros intentos de comprender los datos presentados por la teoría de la carga perceptiva, como la dilución.  La teoría del zoom  atencional establece que los participantes pueden procesar distractores cuando están dentro de su enfoque de atención. Entonces, cuando se induce a un individuo a tener un pequeño foco de atención y los distractores quedan fuera de ellos.  Del mismo modo, para un enfoque de atención mayor que incorpora distractores, se observa un nivel más alto de inferencia. Esto se puede demostrar como separado de la dilución, ya que en  la dilución a través de la disminución de la luminancia no tuvo ningún efecto en el procesamiento del distractor mientras se indicaba si un objetivo aparecería en una de las dos ubicaciones o en una de las seis. De acuerdo con la teoría de la dilución, los dos ensayos deben mostrar niveles de inferencia similares, independientemente de la indicación, sin embargo, lo que este experimento revela es que cuando se indujo en dos lugares, el enfoque de atención de los participantes se estrechó, reduciendo así el efecto del distractor cuando estaba afuera. De la vista atencional. Mientras que, cuando el objetivo fue apuntado a seis, el foco de atención fue forzado a ampliarse y, como tal, el distractor pudo ser procesado causando un efecto de inferencia.